# عبد القادر البغدادي
عبد القادر بن عمر البغدادي (1030 هـ - 1093 هـ / 1620 - 1682م) أديب ولغوي ونحوي محقق. ويمثل البغدادي تياراً من التيارات النثرية في العصر العثماني.

## مولده
ولد في بغداد سنة 1030 هـ الموافق 1630م

## تعليمه
تلقى في بغداد علومه الأولى، وبرع في العلم والأدب، وأتقن العربية والفارسية والتركية. ارتحل عن بغداد وورد دمشق نحو سنة 1048هـ واتّصل بنقيب أشرافها الطالبيين الذي أكرمه، وكان أول أستاذ له في دمشق، ثم جلس في حلقة محمد بن يحيى الفَرَضي فدرس عليه علوم العربية.
في سنة 1050هـ رحل إلى مصر وجلس إلى طائفة من علماء الجامع الأزهر، وكان أستاذاه البارزان ياسين الحمصي وشهاب الدين الخفاجي صاحب كتابي «ريحانة الألبّاء» و«شفاء الغليل»، وقد أجازه الخفاجي بمؤلفاته، كما ترك له مكتبته بعد وفاته، وكان فيها كثير من كتب اللغة والأدب ودواوين الشعر، مما كان له تأثير عظيم في ثقافته ومؤلفاته.
بقي البغدادي في مصر حتى سنة 1077هـ، ثم غادرها إلى اصطنبول عاصمة العثمانيين، لكنه لم يلبث أن عاد إلى مصر، واتّصل بواليها إبراهيم كتخدا الذي اتخذه نديماً وسميراً، واستمرت الصلة بينهما قوية، فلمّا عزل الوالي رحل عبد القادر معه إلى بلاد الشام سنة 1085 هـ. ثم إلى أدرنة، وفيها لقي المُحِبّي صاحب كتاب «خلاصة الأثر» وكان صديقاً لوالده.
كما تعرّف إلى الصدر الأعظم أحمد باشا كوبريلي الذي قرّبه إليه وجعله من خواصّه لما لمس فيه من فضل، فألّف البغدادي حاشيته على «شرح بانت سعاد» لابن هشام وجعلها برسم الصدر الأعظم. عرف فضله في هذه الأثناء السلطان العثماني محمد ابن السلطان إبراهيم فنال تقديره، مما جعله يهدي إليه كتابه «خزانة الأدب». ترك البغدادي مؤلفات كثيرة كما ترجم لمعظم الأدباء والشعراء في الجاهلية والإسلام.

## محطات
جمع البغدادي في خزانته علوم الأدب واللغة ومتعلقاتها، وتعد في أبرز التصانيف في العصر العثماني. اتخذ البغدادي من ذكر الشاهد سبيلاً إلى ضبط روايته وشرحه والترجمة لصاحبه وذكر بعض أخباره المشهورة. وكان لا يكتفي بذكر الشاهد بل يضم البيت إلى ما سبقه وما تلاه من أبيات يتوقف عليها معناه، أو يذكر القصيدة كلها التي ورد فيها الشاهد إذا كانت من القصائد النادرة، مع شرح غريبها وسبب قولها ومنشأها. وبهذا حفظ في كتابه كثيراً من آثار العربية.
ساعد عبد القادر على تأليفه إحاطته بالمعارف وتضلعه من الذخائر العلمية والأدبية من كلام العرب في النظم والنثر، فكان يحفظ كثيراً من الدواوين ومقامات بديع الزمان الهمذاني والحريري مع معرفة وقائع العرب وأيامها وحكاياتها وتاريخ الفرس والترك. كان في تأليفه حرّ الفكر معتزاً بعلمه، فعلى اعترافه بفضل أساتذته كان يسجّل في كتبه اعتراضه على بعض ما أوردوه.

## ما قاله النقاد
وصفه (المحبي) بقوله: الأديب المصنف، الباهر الطريقة في الإحاطة بالمعارف، والتضلع من الذخائر العلمية، وكان بارعاً مطلعاً على أقسام كلام العرب في النظم والنثر، راوياً لوقائعها وحروبها وأيامها، وكان يحفظ مقامات الحريري وكثيراً من دواوين العرب، وهوأحسن المتأخرى ن معرفة باللغة والأشعار والحكايات البديعة مع الثبت في النقل وزيادة الفضل والانتقاد الحسن ومناسبة إيراد كل شيء منها في موضعه.
يضيف المحبي قائلاً: كان (الخفاجي) مع جلالة وعظمته يراجعه في المسائل الغريبة لمعرفة مظانها، وسعة اطلاعه، وطول باعه، ولما مات الشهاب تملك أكثر كتبه، وجمع كتباً كثيرة غيرها، وكان عنده ألف ديوان من دواوين العرب العاربة.

## مؤلفاته
- خزانة الأدب ولبّ لباب لسان العرب (كتاب موسوعي في علوم العربية وآدابها)
- شرح شواهد الرضي على الشافية
- الحاشية على شرح بانت سعاد لابن هشام (مخطوطة)
- شرح الشاهدي الجامع بين الفارسي والتركي
- شرح شواهد شرح التحفة الوردية
- رسالة في معنى التلميذ

وبغير العربية له:
- لفت شاهنامه (باللغة التركية)
- شرح التحفة الشاهدية (باللغة التركية)

## وفاته
في أدرنة أصيب البغدادي بمرض لم يستطع الأطباء علاجه، فتنقل في بعض البلاد التركية قبل أن يعود إلى القاهرة حيث وافته المنية. توفي سنة 1093هـ = 1682 م